# Merino (Guanajuato)
Merino es una localidad del estado mexicano de Guanajuato. Es parte del municipio de Cortazar.

## Demografía
| Gráfica de evolución demográfica |
|                                  |

| Censo | Población |
| ----- | --------- |
| 1900  | 349       |
| 1910  | 385       |
| 1921  | 178       |
| 1930  | 241       |
| 1940  | 308       |
| 1950  | 274       |
| 1960  | 98        |
| 1970  | 265       |
| 1980  | 461       |
| 1990  | 670       |
| 2000  | 740       |
| 2010  | 1 044     |
| 2020  | 1 225     |